# Grupa zachodnia języków południowosłowiańskich
Grupa zachodnia języków południowosłowiańskich lub grupa serbochorwacko-słoweńska – podgrupa języków południowosłowiańskich, którą stanowią język słoweński i język serbsko-chorwacki. Stoi w opozycji do grupy wschodniej, którą tworzą języki bułgarski i macedoński.

## Cechy języków grupy zachodniej
- zachowanie pierwotnego prasłowiańskiego typu akcentu muzykalnego
- zachowanie iloczasu samogłosek
- zmienność wysokości tonu podczas wymawiania sylab
- rozwój prasłowiańskich półsamogłosek jerowych w pozycji mocnej
- zachowanie l epentetycznego powstałego jeszcze w języku prasłowiańskim
- końcówka dopełniacza liczby pojedynczej deklinacji zaimkowo-przymiotnikowej -ga